# 科濟夫卡 (捷爾諾波爾區)
49°23′49″N 25°47′56″E / 49.39694°N 25.79889°E
科濟夫卡（烏克蘭語：Козівка）是位於烏克蘭西部泰爾諾皮爾州裏泰爾諾皮爾區的村莊，始建於1458年，面積1.24平方公里，海拔高度317米，2001年人口686，人口密度每平方公里637.1人。